# مدرسه اقتصاد استکهلم

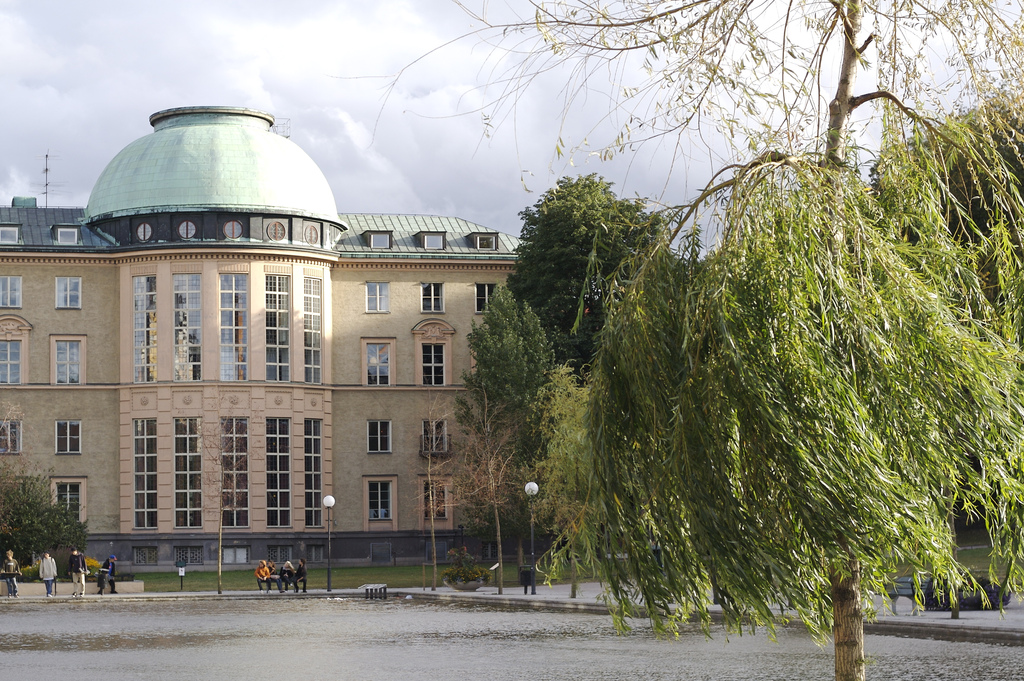
ساختمان اصلی مدرسه، با طراحی معمار بزرگ سوئدی ایوان تنگبوم. این ساختمان در سال‌های ۱۹۲۵–۱۹۲۶ بنا شده، در س‌ویاویگن (Sveavägen)، در مرکز استکهلم واقع شده‌است.

مدرسه اقتصاد استکهلم (سوئدی: Handelshögskolan i Stockholm) یا، (HHS) یکی از مدرسه‌های آموزشی کسب و کار در اروپا است. SSE برنامه‌های BSc, MSc و MBA را همراه با برنامه‌های آموزش عالی PhD و Executive Education ارائه می‌دهد. برنامهٔ کارشناسی ارشد SSE در امور مالی در سال ۲۰۱۸ در رتبه ۱۸ در جهان قرار داشته‌است. برنامهٔ کارشناسی ارشد در مدیریت در این رتبه‌بندی رتبهٔ ۱۲ در جهان توسط فایننشیال تایمز بوده‌است. QS به نظر QS؛ در میان دانشگاه‌های اقتصاد در سراسر جهان این مدرسه دارای رتبهٔ ۲۶ است. این مدرسه تنها دانشگاه خصوصی در سوئد است و اغلب به عنوان برترین مؤسسه آموزشی منتخب و معتبر در بین کشورهای نوردیک در نظر گرفته شده‌است.